# Hellinsia conyzae
Hellinsia conyzae là một loài bướm đêm thuộc họ Pterophoridae. Nó được biết đến ở the Madagascar.
Ấu trùng ăn Conyza lineariloba.